# Палоу, Франсиско
Франсиско Пало́у (исп. Francisco Palóu; 1723[…], Пальма — 1789[…], Мехико, Испанская империя) — испанский миссионер-францисканец и историк.

## Биография
Вместе со своим наставником Хуниперо Серра основал многочисленные миссии в Верхней и Нижней Калифорнии, Техасе и Мексике. Является автором многотомной истории испанской Калифорнии.
Вступил во францисканский орден в 1739 г. и в 1749 г. прибыл в Америку, где первоначально занимался миссионерской работой в Керетаро. В 1768 г., после изгнания из Испании иезуитов, Франсиско Палоу была поручена организация францисканских миссий на Калифорнийском полуострове. Участвовал в походе капитана Риверы. Заложил миссию св. Франциска Ассизского, позднее ставшую г. Сан-Франциско. После смерти Хуниперо Серры непродолжительно возглавлял сеть францисканских миссий в Калифорнии. Последние годы жизни провел в Мексике, где составлял жизнеописание Хуниперо Серры.